# Licentiate in Music, Australia
Il Licentiate in Music, Australia ( LMusA ) è un diploma rilasciato dall'Australian Music Examinations Board (AMEB) a candidati eccezionali nei campi dell'esecuzione musicale e della teoria musicale.
L'AMEB amministra gli esami di musica in Australia e il suo diploma di 'Licentiate' ha un tasso di successo nazionale di circa il 10% dei candidati. In genere, un candidato avrà già completato gli esami AMEB fino al livello di diploma 'Associate' (AMusA) prima di tentare l'LMusA, sebbene non vi sia alcun requisito per questo. Sopra la LMusA c'è la più prestigiosa ma estremamente rara Fellowship in Music, Australia (FMusA).
Un esame pratico LMusA è condotto da due esaminatori (un esaminatore federale che mantiene la coerenza con lo standard nazionale e un esaminatore statale che è uno specialista nello strumento in esame). I candidati dovranno presentare un repertorio tratto dalle prescritte liste di brani della durata massima di 35 minuti, ma non superiore a 50 minuti, con ulteriori dieci minuti di verifica della conoscenza musicale generale dei brani presentati. I candidati ricevono uno dei tre voti a livello di diploma: "nessun premio", "premio" e l'eccezionale "premio con lode" (assegnato molto raramente).
Per ottenere il LMusA diploma in esecuzione, un candidato deve anche completare un esame di teoria musicale dall'AMEB al grado sei, fra tre categorie; teoria di musica, musicalità o artigianato musicale.

## Categorie
La LMusA viene assegnata nelle seguenti categorie:
- Teoria della musica in musicologia, armonia e contrappunto o orchestrazione e arrangiamento.

Tastiera
- Pianoforte
- Organo
- Fisarmonica
- Organo elettronico

Strimenti di corda
- Violino
- Viola
- Violoncello
- Contrabbasso
- Chitarra Classica
- Arpa

Legni
- Registratore
- Flauto
- Oboe
- Clarinetto
- Fagotto
- Sassofono

Ottone orchestrale
- Corno
- Tromba
- Trombone
- Tuba
- Eufonio

Banda di ottoni
- Strumenti in si bemolle, mi bemolle e do

Cantando
- Cantando
- Teatro musicale

Spettacolo d'insieme
- Legni
- Ottone
- Percussione
- stringhe
- Complesso misto